# Brachycephalus hermogenesi
Espèce
Synonymes
- Psyllophryne hermogenesi Giaretta & Sawaya, 1998

Statut de conservation UICN

 LC  : Préoccupation mineure
Brachycephalus hermogenesi est une espèce d'amphibiens de la famille des Brachycephalidae.

## Répartition
Cette espèce est endémique du Brésil. Elle se rencontre à Paraty dans l'État de Rio de Janeiro, à Ubatuba, à Salesópolis, à Santo André, à Cotia, à Juquitiba, à Tapiraí et à Ribeirão Grande dans l'État de São Paulo et à Guaraqueçaba et à São José dos Pinhais au Paraná.

## Description
Les mâles mesurent jusqu'à 8,7 mm et les femelles jusqu'à 10,5 mm.

## Publication originale
- Giaretta & Sawaya, 1998 : Second species of Psyllophryne (Anura: Brachycephalidae). Copeia, vol. 1998, no 4, p. 985-987.